# Polyblastia peminosa
Polyblastia peminosa är en lavart som först beskrevs av William Nylander och som fick sitt nu gällande namn av Alexander Zahlbruckner. 
Polyblastia peminosa ingår i släktet Polyblastia, och familjen Verrucariaceae. Enligt den finländska rödlistan är arten sårbar i Finland. Arten är reproducerande i Sverige. Artens livsmiljö är klippstränder vid sjöar och vattendrag.